# Josefine Kohl

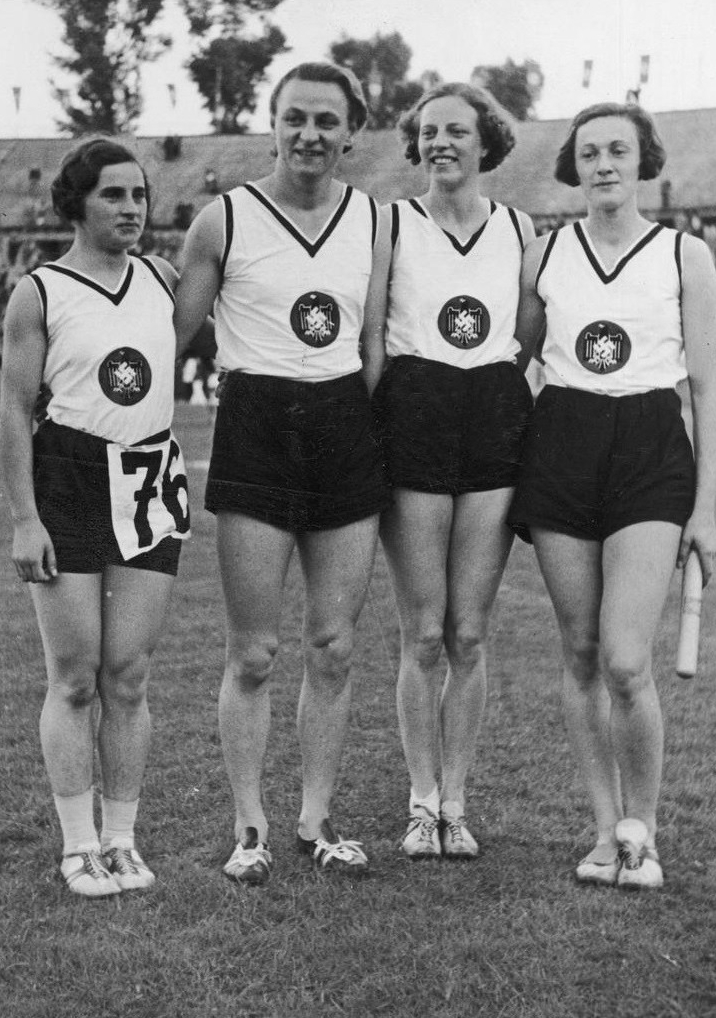
Josefine Kohl (links außen). Europameisterschaften 1938

Josefine Kohl (* 23. Juni 1921 in Hainstadt; † 27. April 2012 in Seligenstadt) war eine deutsche Leichtathletin, die bei den Europameisterschaften 1938 in Wien die Goldmedaille mit der deutschen 4-mal-100-Meter-Staffel gewann. Die Staffel in der Besetzung Josefine Kohl, Käthe Krauß, Emmy Albus und Ida Kühnel benötigte 46,8 s. 
Qualifiziert hatte sie sich für die Europameisterschaften als Dritte bei den Deutschen Meisterschaften 1938 mit ihrer besten Platzierung bei Deutschen Meisterschaften überhaupt. Ihre Bestzeit von 12,2 s lief sie 1939. Kohl gehörte dem Sportverein Post-SV Frankfurt an.